# Zdravčići
Zdravčići (en serbe cyrillique : Здравчићи) est un village de Serbie situé dans la municipalité de Požega, district de Zlatibor. Au recensement de 2011, il comptait 442 habitants.

## Démographie

### Évolution historique de la population
| 1948 | 1953 | 1961 | 1971 | 1981 | 1991 | 2002 | 2011 |
| ---- | ---- | ---- | ---- | ---- | ---- | ---- | ---- |
| 793  | 818  | 779  | 697  | 614  | 534  | 526  | 442  |

|  |